# KkStB 56
| kkStB 56 / BBÖ 56 / ČSD 324.1 / FS 261 / PKP Th20 / JDŽ 127 / ÖBB 253 | kkStB 56 / BBÖ 56 / ČSD 324.1 / FS 261 / PKP Th20 / JDŽ 127 / ÖBB 253 | kkStB 56 / BBÖ 56 / ČSD 324.1 / FS 261 / PKP Th20 / JDŽ 127 / ÖBB 253 | kkStB 56 / BBÖ 56 / ČSD 324.1 / FS 261 / PKP Th20 / JDŽ 127 / ÖBB 253 |
| --------------------------------------------------------------------- | --------------------------------------------------------------------- | --------------------------------------------------------------------- | --------------------------------------------------------------------- |
| Werksfoto der 56.59 im Fotografieranstrich                            |                                                                       |                                                                       |                                                                       |
| Technische Daten                                                      |                                                                       |                                                                       |                                                                       |
| Hersteller                                                            | Floridsdorf, Wiener Neustadt, StEG                                    | Floridsdorf, Wiener Neustadt, StEG                                    | Floridsdorf, Wiener Neustadt, StEG                                    |
| Bauart                                                                | Cn2                                                                   | Cn2                                                                   | Cn2                                                                   |
| Zylinder-Ø                                                            | 450 mm                                                                | 450 mm                                                                | 450 mm                                                                |
| Kolbenhub                                                             | 632 mm                                                                | 632 mm                                                                | 632 mm                                                                |
| Treibrad-Ø                                                            | 1258 mm                                                               | 1258 mm                                                               | 1258 mm                                                               |
| Laufrad-Ø vorne                                                       | –                                                                     | –                                                                     | –                                                                     |
| Laufrad-Ø hinten                                                      | –                                                                     | –                                                                     | –                                                                     |
| fester Radstand                                                       | 3160 mm                                                               | 3160 mm                                                               | 3160 mm                                                               |
| Gesamtradstand                                                        | 3160 mm                                                               | 3160 mm                                                               | 3160 mm                                                               |
| Gesamtradstand + Tender                                               | 10525 mm                                                              | 10525 mm                                                              | 10525 mm                                                              |
| Anzahl d. Rohre                                                       | 186                                                                   | 188                                                                   | 188                                                                   |
| Heizfl. d. Rohre                                                      | 124,0 m²                                                              | 125,5 m²                                                              | 125,5 m²                                                              |
| Heizfl. d. Feuerbüchse                                                | 8,0 m²                                                                | 8,3 m²                                                                | 8,6 m²                                                                |
| Rostfl.                                                               | 1,81 m²                                                               | 1,81 m²                                                               | 1,81 m²                                                               |
| Dampfdruck                                                            | 10/11                                                                 | 10/11                                                                 | 10/11                                                                 |
| Gewicht (leer)                                                        | 37,0 t                                                                | 37,0 t                                                                | 37,0 t                                                                |
| Adhäsionsgewicht                                                      | 41,5 t                                                                | 41,5 t                                                                | 41,5 t                                                                |
| Dienstgewicht                                                         | 41,5 t                                                                | 41,5 t                                                                | 41,5 t                                                                |
| Tender                                                                | 8, 10, 18, 22, 31, 34, 36, 40, 66                                     | 8, 10, 18, 22, 31, 34, 36, 40, 66                                     | 8, 10, 18, 22, 31, 34, 36, 40, 66                                     |
| Länge                                                                 | 15,127 m                                                              | 15,127 m                                                              | 15,127 m                                                              |
| Höhe                                                                  | k. A.                                                                 | k. A.                                                                 | k. A.                                                                 |
| Vmax                                                                  | 50 km/h                                                               | 50 km/h                                                               | 50 km/h                                                               |

Die Dampflokomotivreihe kkStB 56 war eine Güterzug-Schlepptenderlokomotivreihe der kkStB.
Nach der Reihe 48 war das die nächste von der kkStB selbst beschaffte dreifach gekuppelte Güterzuglokomotive.
Im Unterschied zu den Vorgängern hatte sie aber Innenrahmen und Innensteuerung, um den Problemen mit den Anrissen der Hallschen Kurbeln Herr zu werden.
Von 1888 bis 1900 wurden 153 Exemplare von der Lokomotivfabrik Floridsdorf, von der Wiener Neustädter Lokomotivfabrik und von der Lokomotivfabrik der StEG geliefert.
Sie wurden natürlich hauptsächlich im Güterverkehr eingesetzt.
Die großen vorderen und hinteren Überhänge bedingten eine Höchstgeschwindigkeit von nur 50 km/h.
Sowohl auf der Westbahn als auch in Böhmen und Mähren lagen ihre Einsatzgebiete.
Dementsprechend waren sie über das gesamte Gebiet der Monarchie verbreitet. 
Nach dem Ersten Weltkrieg kamen Vertreterinnen der Reihe zu den ČSD als Reihe 324.1 (20 Stück), zu den PKP als Reihe Th20, zu den FS als 261 und zu den Eisenbahnen des Königreichs der Serben, Kroaten und Slowenen und später als Reihe 127 zu den JDŽ.
Zu den BBÖ kamen 38 Exemplare.
Nach dem Anschluss Österreichs an das Deutsche Reich 1938 ordnete die Reichsbahn 13 Stück als 53 7131–43 ein.
Den Zweiten Weltkrieg überlebte nur eine Maschine, die die ÖBB als 253.7140 einreihte und die 1958 ausschied.
Bei den ČSD waren die letzten Exemplare bis ca. 1950 im Bestand gelistet.